# Daniele Cioni
Daniele Cioni (* 5. April 1959 in Campi Bisenzio; † 6. Mai 2021 ebenda) war ein italienischer Sportschütze. 

## Leben
Daniele Cioni 1982 in Caracas zum ersten Mal mit der Mannschaft im Trap Weltmeister. Insgesamt folgten drei weitere Weltmeistertitel sowie jeweils drei Silber- und Bronzemedaillen bei Weltmeisterschaften. Zudem wurde Cioni mehrfacher Europameister und gewann bei den Mittelmeerspielen 1991 die Goldmedaille im Einzel. Neben diesen Erfolgen verbuchte Cioni drei Olympiateilnahmen (1984, 1988 und 1992). Trotz seiner vielen Erfolge bei Welt- und Europameisterschaften konnte Cioni bei keiner der drei Olympiaden eine Medaille gewinnen. Sein bestes Resultat war ein 14. Platz in Barcelona 1992.
2014 wurde Cioni Trainer der Nationalmannschaft Kuwaits.
Am 6. Mai 2021 starb Cioni im Alter von 62 Jahren während der COVID-19-Pandemie in Italien an den Folgen einer SARS-CoV-2-Infektion.